# Futbol'nyj Klub Ural 2015-2016
Questa voce raccoglie le informazioni riguardanti il Futbol'nyj Klub Ural nelle competizioni ufficiali della stagione 2015-2016.

## Stagione
La squadra concluse il campionato all'ottavo posto.

## Maglie
| Manica sinistra · Maglietta · Manica destra · Pantaloncini · Calzettoni | Manica sinistra · Maglietta · Manica destra · Pantaloncini · Calzettoni |

## Rosa
| N. |                        | Ruolo | Calciatore        |
| -- | ---------------------- | ----- | ----------------- |
| 2  | Russia (bandiera)      | D     | Vladimir Khozin   |
| 3  | Zambia (bandiera)      | C     | Chisamba Lungu    |
| 5  | Bielorussia (bandiera) | D     | Ivan Knjazev      |
| 7  | Russia (bandiera)      | D     | Aleksandr Dancev  |
| 9  | Russia (bandiera)      | A     | Spartak Gogniev   |
| 10 | Armenia (bandiera)     | A     | Ēdgar Manowčaryan |
| 11 | Russia (bandiera)      | A     | Aleksandr Stavpec |
| 12 | Russia (bandiera)      | D     | Aleksandr Novikov |
| 15 | Ucraina (bandiera)     | C     | Denys Kulakov     |
| 21 | Cile (bandiera)        | C     | Gerson Acevedo    |
| 24 | Russia (bandiera)      | D     | Denis Fomin       |

| N. |                        | Ruolo | Calciatore         |
| -- | ---------------------- | ----- | ------------------ |
| 28 | Russia (bandiera)      | P     | Nikolaj Zabolotnyj |
| 29 | Argentina (bandiera)   | D     | Pablo Fontanello   |
| 32 | Bielorussia (bandiera) | C     | Andrej Gorbanec    |
| 33 | Russia (bandiera)      | D     | Mikhail Merkulov   |
| 35 | Russia (bandiera)      | P     | Dmitriy Arapov     |
| 41 | Russia (bandiera)      | C     | Aleksandr Sapeta   |
| 57 | Russia (bandiera)      | C     | Artem Fiedler      |
| 77 | Ucraina (bandiera)     | C     | Dmytro Bilonoh     |
| 88 | Russia (bandiera)      | C     | Dmitri Korobov     |
| 92 | Russia (bandiera)      | C     | Roman Emeljanov    |
|    | Svezia (bandiera)      | A     | Carlos Strandberg  |

## Risultati

### Campionato
| Krasnodar 20 luglio 2015, ore 20:00 1ª giornata | Kuban' | 0 – 2 referto | Ural | Stadio Kuban' (11 817 spett.) |

| Ekaterinburg 26 luglio 2015, ore 13:30 2ª giornata | Ural | 1 – 4 referto | Zenit San Pietroburgo | SKB-Bank Arena (9 900 spett.) |

| Saransk 2 agosto 2015, ore 17:00 3ª giornata | Mordovija | 1 – 1 referto | Ural | Start Stadion (5 578 spett.) |

| Ekaterinburg 8 agosto 2015, ore 17:00 4ª giornata | Ural | 1 – 3 referto | Lokomotiv Mosca | SKB-Bank Arena (9 100 spett.) |

| Chimki 16 agosto 2015, ore 17:00 5ª giornata | Dinamo Mosca | 1 – 0 referto | Ural | Arena Chimki (5 241 spett.) |

| Kaspijsk 22 agosto 2015, ore 20:30 6ª giornata | Anži | 1 – 1 referto | Ural | Anži-Arena (12 000 spett.) |

| Ekaterinburg 28 agosto 2015, ore 17:00 7ª giornata | Ural | 3 – 3 referto | Terek Groznyj | SKB-Bank Arena (4 700 spett.) |

| Ufa 14 settembre 2015, ore 16:00 8ª giornata | Ufa | 0 – 1 referto | Ural | Stadio Neftjanik (4 674 spett.) |

| Ekaterinburg 21 settembre 2015, ore 16:30 9ª giornata | Ural | 3 – 1 referto | Krasnodar | SKB-Bank Arena (4 623 spett.) |

| Kazan' 27 settembre 2015, ore 19:00 10ª giornata | Rubin | 1 – 2 referto | Ural | Stadio Centrale (16 807 spett.) |

| Ekaterinburg 2 ottobre 2015, ore 17:00 11ª giornata | Ural | 1 – 1 referto | Kryl'ja Sovetov Samara | SKB-Bank Arena (6 500 spett.) |

| Chimki 17 ottobre 2015, ore 14:00 12ª giornata | CSKA Mosca | 3 – 2 referto | Ural | Arena Chimki (10 000 spett.) |

| Ekaterinburg 24 ottobre 2015, ore 12:00 13ª giornata | Ural | 3 – 1 referto | Amkar Perm' | SKB-Bank Arena (3 698 spett.) |

| Mosca 1º novembre 2015, ore 19:30 14ª giornata | Spartak Mosca | 0 – 1 referto | Ural | Otkrytie Arena (16 228 spett.) |

| Ekaterinburg 7 novembre 2015, ore 14:00 15ª giornata | Ural | 1 – 2 referto | Rostov | SKB-Bank Arena (6 558 spett.) |

| San Pietroburgo 21 novembre 2015, ore 16:30 16ª giornata | Zenit San Pietroburgo | 3 – 0 referto | Ural | Stadio Petrovskij (14 880 spett.) |

| Ekaterinburg 27 novembre 2015, ore 17:00 17ª giornata | Ural | 3 – 1 referto | Mordovija | SKB-Bank Arena (2 450 spett.) |

| Mosca 4 dicembre 2015, ore 19:00 18ª giornata | Lokomotiv Mosca | 2 – 2 referto | Ural | Stadio Lokomotiv (5 630 spett.) |

| Ekaterinburg 7 marzo 2016, ore катер 19ª giornata | Ural | 1 – 1 referto | Dinamo Mosca | SKB-Bank Arena (3 946 spett.) |

| Ekaterinburg 12 marzo 2016, ore катер 20ª giornata | Ural | 4 – 2 referto | Anži | SKB-Bank Arena (4 200 spett.) |

| Groznyj 19 marzo 2016, ore 17:00 21ª giornata | Terek Groznyj | 1 – 1 referto | Ural | Achmat Arena (17 532 spett.) |

| Ekaterinburg 2 aprile 2016, ore катер 22ª giornata | Ural | 1 – 0 referto | Ufa | SKB-Bank Arena (5 200 spett.) |

| Krasnodar 10 aprile 2016, ore 17:00 23ª giornata | Krasnodar | 6 – 0 referto | Ural | Stadio Kuban' (8 550 spett.) |

| Ekaterinburg 18 aprile 2016, ore катер 24ª giornata | Ural | 0 – 1 referto | Rubin | SKB-Bank Arena (4 540 spett.) |

| Samara 23 aprile 2016, ore амара 25ª giornata | Kryl'ja Sovetov Samara | 1 – 1 referto | Ural | Stadio Metallurg (5 164 spett.) |

| Ekaterinburg 28 aprile 2016, ore катер 26ª giornata | Ural | 0 – 3 referto | CSKA Mosca | SKB-Bank Arena (6 540 spett.) |

| Perm' 8 maggio 2016, ore ермь 27ª giornata | Amkar Perm' | 1 – 1 referto | Ural | Stadio Zvezda (7 350 spett.) |

| Ekaterinburg 12 maggio 2016, ore катер 28ª giornata | Ural | 0 – 1 referto | Spartak Mosca | SKB-Bank Arena (6 495 spett.) |

| Rostov sul Don 16 maggio 2016, ore остов 29ª giornata | Rostov | 1 – 0 referto | Ural | Stadio Olimp-2 (15 557 spett.) |

| Ekaterinburg 21 maggio 2016, ore катер 30ª giornata | Ural | 2 – 0 referto | Kuban' | SKB-Bank Arena (4 930 spett.) |

### Coppa di Russia
| Krasnojarsk 24 settembre 2015, ore 15:00 Sedicesimi di finale | Enisej | 1 – 2 referto | Ural | Stadio Centrale (2 500 spett.) |

| Chimki 28 ottobre 2015, ore 19:30 Ottavi di finale | CSKA Mosca | 2 – 1 referto | Ural | Arena Chimki (3 000 spett.) |